# Кушлык, Пётр Иванович
Пётр Иванович Кушлык (укр. Петро Іванович Кушлик; род. 22 марта 1951, Калуш, Станиславская область) — советский и украинский футболист и тренер. Мастер спорта СССР (1972). Заслуженный тренер Украины (2003).

## Биография
Начал играть в футбол за команду Львовского высшего военно-политического училища. С 1971 по 1979 год выступал за ивано-франковский «Спартак» во Второй и Первой союзных лигах. Дважды проходил месячную практику в киевском «Динамо», которое тренировал Валерий Лобановский.
Окончил Ивано-Франковский техникум физической культуры (1975) и Луцкий педагогический институт (1998).
Тренерскую карьеру начал в 1981 году в «Прикарпатье». В дальнейшем работал на разных должностях в таких клубах как «Химик» (Калуш), «Подолье» и «Быстрица». Вместе с последней завоевал победу в Кубке Ивано-Франковской области 1987 года и чемпионате Ивано-Франковской области 1988 года.
С 1989 по 1991 год учился в Высшей школе тренеров в Москве.
В 1992 году уехал в Польшу, где начал тренировать «Гранат», а позднее стоял у руля «Авиа», «Тлоки Горжице» и «Гетман Влощовой». Четырёхкратный победитель третьего дивизиона Польши (1993, 1995, 1997, 1998). С 2000 по 2001 год — главный тренер «Видзева» из чемпионата Польши.
Входил в тренерский штаб Виталия Кварцяного в луцкой «Волыни» с 2001 по 2005 год.
В сентябре 2005 года принял предложение возглавить ужгородское «Закарпатье», которое по итогам сезона 2005/06 вылетело из Высшей лиги в Первую лигу Украины, но со следующего сезона сумело вернулось обратно.
Являлся почетным президентом футбольной академии «Ника-Динамо».
С февраля по март 2011 года — главный тренер «Прикарпатья».
В 2016 году отправился в Литву, где вошёл в тренерский штаб «Ионавы» Робертаса Пошкуса, наставником которого был в «Видзеве». В дальнейшем работал в Надворной с командой «Бескид».
С мая по ноябрь 2022 года — главный тренер «Ионавы».

## Общественная деятельность
В 2010 году баллотировался в Ивано-Франковский городской совет от «Европейской партии Украины».

## Достижения
- Чемпион Украинской ССР: 1972

## Награды
- Почётный знак «Спортивная Слава Прикарпатья» (2007)[4]
- Медаль «За заслуги перед Прикарпатьем» (2021)[10]
- Медаль «За заслуги» Украинской ассоциации футбола[11]